# Spaarhypotheek
Een spaarhypotheek is een in Nederland nog voorkomende hypotheekvorm die ingevolge de Wet herziening fiscale behandeling eigen woning geen volledig recht geeft op hypotheekrenteaftrek bij nieuwe gevallen. Aangezien de constructie daarmee zijn aantrekkelijkheid verliest, wordt deze in nieuwe gevallen voor zover bekend niet meer toegepast. Onder voorwaarden geldt een oud geval na oversluiten (bijvoorbeeld bij verhuizing) nog steeds als oud geval.
Met de spaarhypotheek kan een eigen woning worden gefinancierd. Hij bestaat uit twee delen, 1) een aflossingsvrije hypothecaire lening en 2) vermogensopbouw voor de uiteindelijke aflossing in de vorm van een speciale kapitaalverzekering (Kapitaalverzekering Eigen Woning, KEW; in dit geval wordt de hypotheek ook een levenhypotheek genoemd) of een speciale spaarrekening (Spaarrekening Eigen Woning, SEW; in dit geval wordt de hypotheek ook een bankspaarhypotheek genoemd). Daarnaast is er de beleggingshypotheek, met beleggen in plaats van sparen (aflossingsvrije hypothecaire lening met Beleggingsrecht Eigen Woning, BEW).
Iemand die een spaarhypotheek heeft, betaalt twee rekeningen: een voor rente over de lening (geen aflossing), en een voor de kapitaalopbouw. De SEW en BEW zijn vormen van banksparen; de betreffende spaarhypotheek wordt bankspaarhypotheek genoemd. Tot 2008 was banksparen niet mogelijk. Door de woekerpolisaffaire heeft de politiek toen besloten om het banksparen ook toe te staan voor meer transparantie in de kosten.

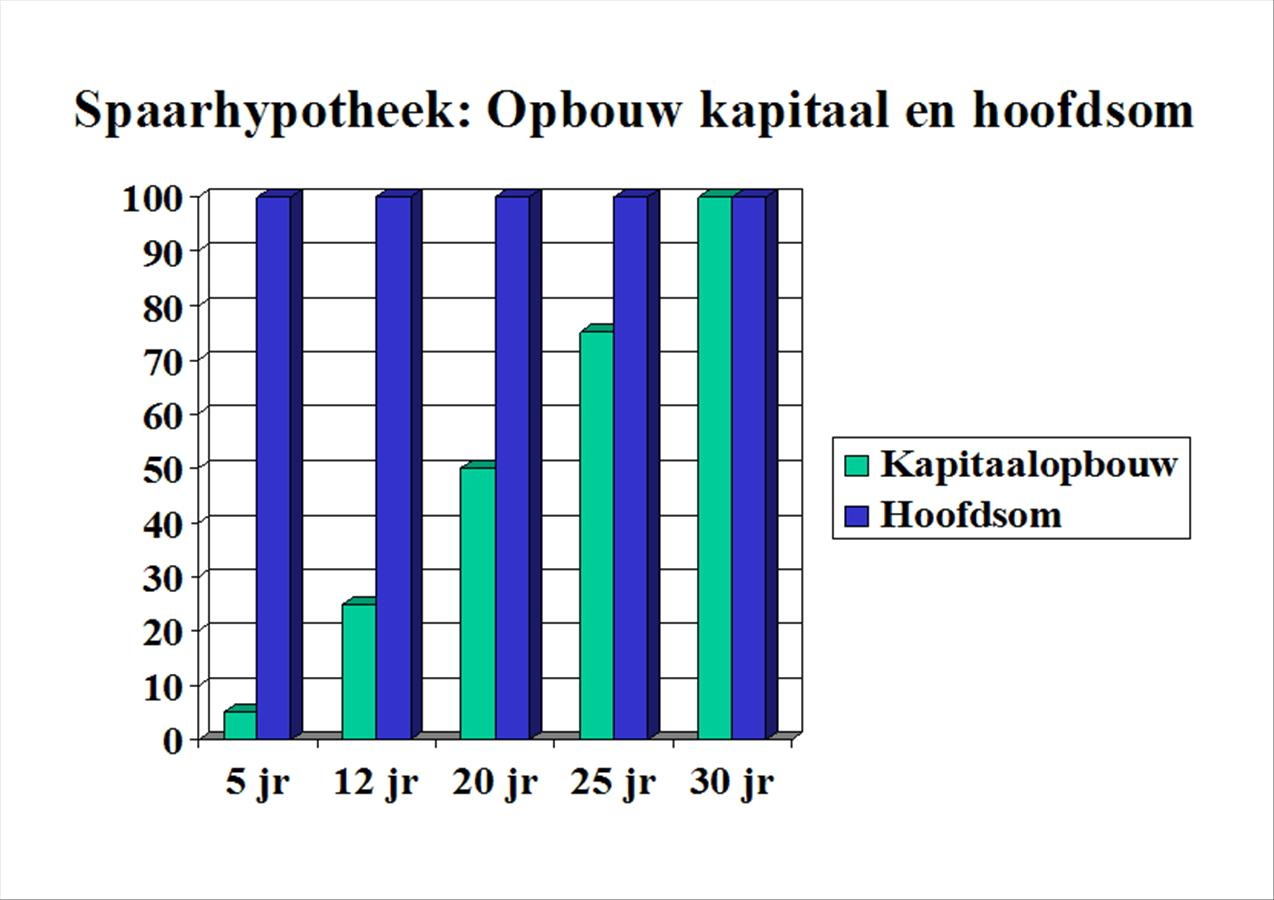
Opbouw kapitaal en hoofdsom spaarhypotheek

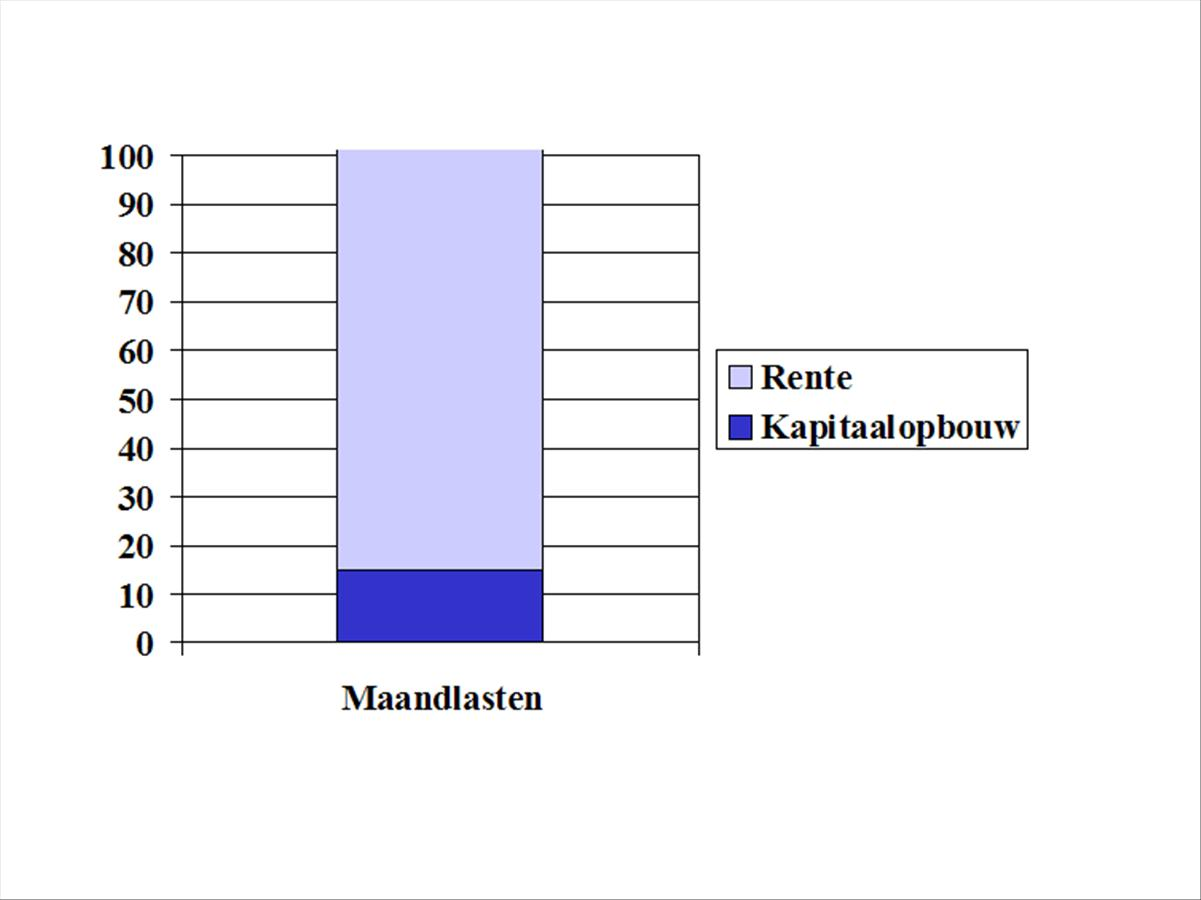
Opbouw maandlasten spaarhypotheek

## Voorwaarden van de bank
Een bank of andere financiële instelling geeft de lening onder voorwaarde dat de bank het recht van hypotheek krijgt op de woning. De bank heeft ook het pandrecht op de bijbehorende kapitaalverzekering/spaarrekening/beleggingsrekening. Dit pandrecht wordt meestal vastgelegd in de akte van hypotheek.

## Uitkering bij leven en overlijden
De KEW heet een gemengde verzekering omdat er wordt uitgekeerd bij leven en overlijden. De hypotheekgever betaalt – naast de rente over de geleende koopsom – een premie. Die premie bestaat uit twee delen: een spaardeel en een risicodeel. Met het spaardeel wordt een bedrag opgebouwd waarmee na 30 jaar de hypotheek kan worden afgelost. Met het risicodeel is men verzekerd van een uitkering bij overlijden. Wordt de woning gekocht door twee personen (bijvoorbeeld een echtpaar of samenwoners) dan kunnen beide partners worden verzekerd bij overlijden. Overlijdt één partner, dan wordt de hypotheek in één keer afgelost, de ander is dan schuldenvrij. Dit moet wel vooraf worden vastgelegd. Normaal gesproken is de overlijdensuitkering voldoende om de hypotheek af te lossen. Er zijn echter ook aanbieders die naarmate de tijd verstrijkt steeds minder uitkeren. De overlijdensrisicoverzekeringen van de DSB Bank zijn in 2008 en 2009 onder andere om die reden in opspraak gekomen. Aan het einde van de looptijd van de hypotheek – meestal na 30 jaar – wordt het met het spaardeel van de premie bijeengespaarde bedrag in één keer uitgekeerd. Met dit bedrag kan de hypotheek worden afgelost.

## Gelijkblijvende hoofdsom
Een spaarhypotheek kent twee rekeningen: een waarop de hoofdsom staat, dit geld is de hypothecaire lening. Gedurende de looptijd van de hypotheek wordt er niets afgelost, er wordt dus 30 jaar lang over het volledige geleende bedrag rente betaald. Deze rente was volledig fiscaal aftrekbaar. De opbouw van kapitaal gaat langzaam, een spaarpolis (duur 30 jaar) bevat na circa 21 jaar de helft van de af te betalen hypotheeksom.

## Hypotheekrente en rente over het opgebouwde kapitaal
De rente die de lener betaalt over de hoofdsom (zijn lening) is gelijk aan het rendement dat hij krijgt over het opgebouwde kapitaal. Is de hypotheekrente 6%, dan krijgt hij over het opgebouwde tegoed ook 6%. Hiermee is gegarandeerd dat de lening aan het einde van de looptijd kan worden afgelost. Negatief is dat een verlaging van de hypotheekrente geen enkele invloed heeft op de maandelijkse lasten. Stel: de rentevastperiode loopt af en de hypotheekrente is met 1,5% gedaald. De hypotheekgever kiest voor de lagere rente over de hoofdsom. Dat lijkt gunstig, maar hij krijgt dan ook 1,5% minder over zijn opgebouwde kapitaal, hierdoor zal de bank een hogere maandelijkse inleg vragen voor de vermogensopbouw. Per saldo blijven de maandlasten daardoor nagenoeg gelijk. Moet men dus minder rente betalen over de lening, dan stijgt de maandelijkse inleg voor de vermogensopbouw. Banken noemen dit: de rentedempende werking van de spaarhypotheek. Dat klinkt positief, maar het komt erop neer dat de lener geen voordeel heeft van renteverlagingen. Anderzijds maakt een stijging van de rente ook niet zoveel uit: stijgt de rente, dan daalt de inleg.
Als het opgebouwde kapitaal hoog is - tegen het einde van de looptijd van de hypotheek - kan een renteverlaging negatief uitpakken. Een rentedaling leidt dan tot een daling van het rendement, deze afname zal door inleg moeten worden gecompenseerd. De inleg kan soms verdubbelen als men aan het einde van de looptijd zit. Dit kan worden voorkomen door bij oudere spaarhypotheken voor een langere rentevastperiode te kiezen. Dat is gunstig, want een verlaging van de rente levert toch niets op.

## Voordeel voor de bank
Voor banken en andere geldverstrekkers is een spaarhypotheek een gunstige overeenkomst. De geldverstrekker vangt veel rente, want de lener blijft 30 jaar lang rente betalen over het volledige leenbedrag. De geldverstrekker betaalt, via de spaarverzekering, eenzelfde rentepercentage terug. Maar dit is over een veel lager bedrag, pas na 21 jaar wordt immers de helft van de hoofdsom bereikt. Bovendien verwerft de geldverstrekker het recht van hypotheek op de woning en pandrecht op het spaartegoed. Want komt deze huiseigenaar in financiële problemen dan kan de geldverstrekker vrijwel altijd zijn geld terughalen.

## Voordeel voor de lener
Met een spaarhypotheek weet de lener, anders dan bij een beleggingshypotheek, zeker dat hij zijn hypotheek aan het einde van de looptijd af kan lossen. En doordat de lener altijd rente blijft betalen over het hele hypotheekbedrag kan hij, als het een Nederlandse hypotheek betreft, altijd een hoog bedrag van de belasting aftrekken. Daar staat tegenover dat de spaarhypotheek bruto een dure leenvorm is omdat er niet wordt afgelost op de hoofdsom, hierdoor blijft de rente de hele looptijd hoog. Een mogelijk voordeel is wel dat de maandtermijnen in verreweg de meeste gevallen nagenoeg gelijk blijven, immers: als de rente daalt, dan stijgt de premie en vice versa. Let wel op dat bij een dalende rente het fiscale effect wordt verlaagd en de maandlasten uiteindelijk netto zullen toenemen.

## Fiscaal
In Nederland is onder voorwaarden de over een hypotheek betaalde rente aftrekbaar voor de inkomstenbelasting (hypotheekrenteaftrek). Doordat er gedurende de hele looptijd rente wordt betaald over het volledige geleende bedrag, blijft de hele looptijd een hoog bedrag aan rente aftrekbaar. Aan de andere kant wordt kapitaal opgebouwd. Het in een kapitaalverzekering of op een spaarrekening opgebouwde kapitaal is in het algemeen belast in box 3 (inkomen uit sparen en beleggen), maar de speciale die hier aan de orde zijn onder voorwaarden niet.
Als niet aan de voorwaarden wordt voldaan valt het opgebouwde kapitaal in box 3. Komt het bedrag boven de vrijstelling, dan wordt een evenredig deel van het gedurende de looptijd behaalde rendement belast in box 1.

## Varianten
Behalve de methode van een vaste koppeling van rente van de lening aan de rentevergoeding in de spaarpolis zijn er ook varianten in de markt die een afwijkende rente vergoeden. Zo zijn er varianten die het mogelijk maken de lening en de spaarpolis tegen verschillende renteperioden te sluiten en dus met verschillende rente. Daarnaast is er een variant "SpaarBeter" die een hogere rentevergoeding op de spaarpolis geeft met als doel klanten te binden. De Consumentenbond koos deze laatste variant in 2009 tot hypotheekproduct van het jaar.

## Vergelijking met een annuïteitenhypotheek
De opbouw van het vermogen van de lener is (bij gelijke rente) ongeveer gelijk aan de aflossing bij een annuïteitenhypotheek. Een spaarpolis (duur 30 jaar bij 6% rente) bevat na circa 21 jaar de helft van het doelvermogen, bij een annuïteitenhypotheek is in dezelfde periode de helft van de lening afgelost. Het verschil tussen een spaarhypotheek en een annuïteitenhypotheek zit in het feit dat er bij de laatste direct op de woningschuld wordt afgelost, terwijl dit bij een spaarhypotheek niet het geval is: daar wordt de aflossing uitgesteld en vindt de opbouw van het vermogen plaats in de verzekering. Bij gelijke bedragen en rentes betekent dit dat een geldlening op annuïteitenbasis over een looptijd van 30 jaar netto per maand duurder is dan een spaarhypotheek, hoewel de eerste bij aanvang iets goedkoper is. Doordat het belastingvoordeel bij een annuïteit steeds kleiner wordt (de eigenwoningschuld neemt af) heeft de spaarhypotheek na ongeveer 3 jaar een lagere netto maandlast. De bruto maandlast is bij de spaarhypotheek wel steeds hoger dan bij de annuïteit.
Wanneer de totale kosten over 30 jaar van de annuïteiten- en de spaarhypotheek worden vergeleken, geldt meestal dat de spaarhypotheek bruto duurder maar netto goedkoper is. De vergelijking is echter niet altijd goed te maken, want de renteaftrek is bijvoorbeeld afhankelijk van het inkomen van de lener, en de WOZ-waarde van de woning en de leeftijd spelen een rol.
Bij de volgende vergelijking is uitgegaan van een duur van 30 jaar, een geldnemer van 29 jaar oud, een WOZ-waarde van EUR 100.000, een rente van 6,0% voor de spaarhypotheek en 5,8% voor de annuïteitenhypotheek en een inkomen van EUR 45.000. Bij de kosten van de annuïteitenhypotheek is de premie voor een annuïtair dalende risicoverzekering meegenomen, zodat er een vergelijkbare dekking bij overlijden is.
In die situatie geldt:
- Een spaarhypotheek van EUR 100.000 kost over de hele looptijd bruto circa 222.000 en netto 157.000 euro.
- Een annuïteitenhypotheek van EUR 100.000 kost in dezelfde periode bruto circa 212.000 en netto 176.000 euro.

Grofweg kan worden gesteld dat wanneer de belastingdruk bij de geldlener toeneemt (bijvoorbeeld bij een hoger inkomen) het verschil in de nettokosten toeneemt, ten gunste van de spaarhypotheek. Voor de geldlener zijn bij de vergelijking zowel de netto- als de brutokosten belangrijk: een geldnemer moet in staat zijn de brutokosten te dragen, maar moet tegelijk ook rekening houden met mogelijke fiscale voordelen.

## Voortzetten polis na aflossen hypotheek
Het mechanisme waarbij het rendement op de verzekering gelijk is aan de hypotheekrente van de bank, bestaat door een zogenaamd ‘arrangement’ tussen de bank en de verzekeraar die samen de spaarhypotheek aanbieden. Dit betekent dat de verzekering niet als spaarpolis kan voortbestaan zonder meeverbonden geldlening: als de lening wordt afgelost, wijzigt het rendement naar een soort basisrente, die vaak lager ligt dan het oorspronkelijke rendement. Daardoor zal de premie van de polis omhoog gaan, of het spaardoel van de polis zal niet worden gehaald op de beoogde einddatum. Ook betekent dit dat een verzekering van een spaarhypotheek bij de ene bank niet zonder meer kan worden voortgezet als onderdeel van een spaarhypotheek bij een andere bank. De meeste banken werken slechts met één verzekeraar samen.
Wanneer een geldlener een volgende eigen woning koopt en de lopende spaarhypotheek wil voortzetten bij een andere bank, is er de mogelijkheid van de "fiscaal geruisloze voortzetting". Er wordt dan bij de nieuwe bank/spaarhypotheek een nieuwe spaarpolis gestart, die de einddatum heeft van de oude polis. De oude spaarpolis wordt beëindigd. Daarbij wordt de waarde van de oude polis door de oude verzekeraar direct overgemaakt naar de nieuwe verzekeraar, dus zonder dat verzekeringnemer over het geld kan beschikken. Deze ‘overdrachtswaarde’ wordt in één keer in de nieuwe polis gestort. Anders gezegd: de nieuwe polis gaat verder alsof het de oude polis is, maar bij een andere maatschappij en dus ook met een andere premie en met andere kosten.
Op het polisblad van de nieuwe polis komt een clausule te staan die aangeeft dat de nieuwe polis "een voortzetting is van de oude polis met polisnummer [...]". Deze clausule is in de eerste plaats van belang omdat er bij aanvang van de nieuwe polis een grote som geld in gestort wordt. Normaal kan dit niet zomaar wanneer een polis wordt gestart; de fiscus stelt eisen aan de wijze van premiebetalen, waarbij met name grote stortingen slechts onder voorwaarden zijn toegestaan. Op sommige spaarpolissen is een fiscaal overgangsregime van toepassing, op grond waarvan deze polissen fiscaal gunstiger kunnen worden behandeld. Dit is met name het geval bij polissen die een ingangsdatum hebben vóór 14 september 1999 en die nog geen "kapitaalverzekering eigen woning" zijn. Deze polissen moeten in box 3 worden geplaatst bij aangifte IB, maar zijn daar vrijgesteld van vermogensrendementsheffing voor de eerste EUR 123.000 (bij twee verzekeringnemers EUR 246.000). Dit overgangsregime, dat voor de verzekeringnemer gunstig is, blijft bij een voortzetting alleen behouden wanneer de verzekerde bedragen niet worden verhoogd, en de verzekeringsduur niet wordt verlengd.
De redactie van de nieuwe polis (begin- en einddatum, clausule voortzetting, hoogte verzekerde bedragen) komt dan ook nauw. De nieuwe verzekeraar zal informatie moeten ontvangen over het verleden van de oude polis, waaronder een kopie van het oude polisblad en een opgaaf van de oude verzekeraar van de wijze waarop aan de polis premie is betaald.

## Wetswijziging ingaande 2014
De Wet herziening fiscale behandeling eigen woning bepaalt dat voor nieuwe hypotheken (de hypotheek van een starter en de extra hypotheek van wie verhuist naar een duurder huis) de betaalde rente alleen aftrekbaar is als het een lening betreft die gedurende de looptijd volledig en ten minste annuïtair wordt afgelost, en dat voor nieuwe gevallen ook de fiscale faciliteiten van vermogensopbouw via KEW, SEW en BEW zijn afgeschaft. Dit betekent dat sindsdien de spaarhypotheek in Nederland langzaam aan het uitsterven is.